# Antitype astfaelleri
Antitype astfaelleri là một loài bướm đêm trong họ Noctuidae.